# Weaver of Forgotten
Weaver of Forgotten è il quarto album del gruppo melodic death metal italiano Dark Lunacy pubblicato nel 2010. È un concept album basato sul ricordo dei morti.

## Tracce
1. Epitaph
2. Archangel'sk
3. Curtains
4. Epiclesis
5. Masquerade
6. Afraid
7. Mood
8. Sybyr
9. Snow
10. Forgotten
11. Weaver

## Formazione
- Mike Lunacy - voce
- Claudio Cinquegrana - chitarra
- Andy Marchini - basso
- Daniele Galassi - chitarra
- Alessandro Vagnoni - batteria